# Torneio Super Four de Buenos Aires
Torneio Super Four de Buenos Aires, ou Torneio Super Four da Argentina de 2012 foi a segunda edição do Torneio Super Four da Argentina de basquetebol masculino realizado na cidade de Buenos Aires, em 2012.
O torneio serviu como preparação para os jogos Olímpicos.

## Equipes Participantes
- Argentina
- Brasil
- Chile
- Espanha B

### Resultado Final
A Argentina foi a campeã do torneio ao vencer o Brasil, na final, por 80 a 74.